# Боумен, Скотти
Уильям Скотт «Скотти» Боумен (англ. William Scott «Scotty» Bowman; 18 сентября 1933, Монреаль, Канада) — канадский хоккейный тренер, работавший в «Сент-Луис Блюз», «Монреаль Канадиенс», «Баффало Сейбрз», «Питтсбург Пингвинз», «Детройт Ред Уингз» и в сборной Канады. Он впервые возглавил клуб НХЛ в 1967 году и завершил карьеру тренера в 2002 году. Боумен выигрывал кубок Стэнли как главный тренер девять раз, что является рекордом НХЛ, и ещё четыре раза он занимал административные должности в штате клуба-обладателя кубка, по общему количеству кубков Стэнли проигрывая только Жану Беливо. Боумен также владеет рекордами лиги среди тренеров по количеству побед (1244 в регулярных чемпионатах и 223 в плей-офф). Он дважды — в 1977 и 1996 годах — получал приз лучшему тренеру НХЛ Джек Адамс Эворд и в 1991 году был включён в Зал хоккейной славы. Боумен — единственный тренер в истории четырёх основных спортивных лиг Северной Америки, выигрывавший чемпионат с тремя разными командами.

## Биография
Боумен хотел сделать карьеру профессионального хоккеиста, но этим надеждам не суждено было сбыться из-за тяжёлой травмы черепа, полученной в матче молодёжного турнира. Боумен начал работать в системе «Монреаль Канадиенс», и в 1956 году возглавил юношескую команду «Оттава Джуниор Канадиенс». Он пробился в финал Мемориального кубка в 1957 году и выиграл трофей через год. Позже Боумен тренировал «Питерборо Питс» в юниорской Хоккейной лиге Онтарио.
В 1967 году Линн Патрик, тренер вновь созданной при расширении НХЛ команды «Сент-Луис Блюз», предложил Боумену работу ассистента. В начале сезона 1967-68 годов Патрик оставил пост, и Боумен стал главным тренером. В первых трёх сезонах «Блюз» неизменно доходили до финала кубка Стэнли, однако все три раза проигрывали финалы. Из-за конфликта с владельцем команды Боумен ушёл по окончании сезона в 1971 году и был назначен главным тренером «Монреаль Канадиенс».
В дебютном сезоне Боумена в Монреале команда проиграла первый раунд плей-офф, однако уже в следующем году Боумен выиграл свой первый кубок Стэнли. Два следующих сезона оборачивались вылетами на ранних стадиях плей-офф. Начиная с 1976 года «Канадиенс», в которых блистали Кен Драйден, Лэрри Робинсон, Стив Шатт, Ги Лапуэнт. Боб Гейни и Ги Лафлёр, победили в четырёх финалах подряд. За восемь лет при Боумене «Монреаль» шесть раз выиграл дивизион и каждый раз одерживал не менее 45 побед в регулярном чемпионате.
Когда менеджер «Монреаля» Сэм Поллок покинул свой пост, Боумен рассчитывал занять его место, и, не получив назначения, был настолько уязвлён, что не стал оставаться в клубе после выигрыша кубка в 1979 году. В следующем году он возглавил «Баффало Сейбрз», совмещая должности менеджера, главного тренера и директора по хоккейным операциям. В общей сложности он провёл в «Баффало» восемь лет, но так и не выиграл кубок. В 1987 году Боумен перешёл на работу телевизионного аналитика.
В 1990 году «Питтсбург Пингвинз» предложили Боумену должность спортивного директора в штате клуба, и в этом статусе он стал членом чемпионской команды 1991 года. В знак признания заслуг Боумен в 1991 году был включён в Зал хоккейной славы. В следующем сезоне главный тренер Боб Джонсон, уже смертельно больной раком, уступил пост Боумену, который привёл команду с Марио Лемьё, Роном Фрэнсисом и Яромиром Ягром ко второму подряд кубку. Однако в плей-офф 1993 года «Пингвины» неожиданно проиграли во втором раунде «Нью-Йорк Айлендерс».
По ходу сезона 1993—1994 годов Боумена пригласил в свою команду владелец «Детройт Ред Уингз» Майк Илич. В первом сезоне амбиции владельца остались неудовлетворёнными, так как «Детройт» после успешно проведённого регулярного сезона неожиданно проиграл в первом раунде низко котировавшимся «Сан-Хосе Шаркс». В следующем году «Детройт» дошёл до финала, но в четырёх матчах проиграл «Нью-Джерси Дэвилз». В сезоне 1995-96 «Крылья» поставили рекорд лиги, одержав 62 победы в регулярном сезоне; предыдущий рекорд в 60 побед принадлежал «Монреалю» самого Боумена образца 1976-77 годов. Наконец, в 1997 и 1998 годах «Детройт» Боумена выиграл кубки Стэнли — в последний раз «Детройт» делал это в 1955 году. В 2002 году «Детройт», в котором к многолетним лидерам Стиву Айзерману и Сергею Фёдорову добавились звёздные ветераны Люк Робитайл, Доминик Гашек и Бретт Халл, выиграл кубок ещё раз. После финальной игры Боумен объявил о завершении карьеры тренера.
Боумен остался в штате «Ред Уингз» в должности консультанта, став таким образом обладателем кубка Стэнли 2008 года. В том же году он перешёл на работу в «Чикаго Блэкхокс», где генеральным менеджером был его сын Стэнли, в должности старшего советника по хоккейным операциям. «Блэкхокс» становились обладателями кубка Стэнли в 2010 и 2013 годах; кубок 2013 года стал тринадцатым за карьеру Боумена.
В 2011 году за заслуги в области спорта Боумен был удостоен степени офицера Ордена Канады.
Боумен возглавлял хоккейную сборную Канады на двух первых кубках Канады. В 1976 году его команда завоевала золотые медали, пять лет спустя в финальном матче Канада проиграла сборной СССР. В 1979 году Боумэн возглавлял сборную НХЛ на кубке Вызова.

## Статистика
| Команда      | Год          | Регулярный чемпионат | Регулярный чемпионат | Регулярный чемпионат | Регулярный чемпионат | Регулярный чемпионат | Регулярный чемпионат | Регулярный чемпионат | Плей-офф | Плей-офф | Плей-офф | Плей-офф                                |
| Команда      | Год          | И                    | В                    | П                    | Н                    | ПOT                  | О                    | Итог                 | В        | П        | Побед %  | Итог                                    |
| ------------ | ------------ | -------------------- | -------------------- | -------------------- | -------------------- | -------------------- | -------------------- | -------------------- | -------- | -------- | -------- | --------------------------------------- |
| СЛБ          | 67-68        | 58                   | 23                   | 21                   | 14                   | -                    | 60                   | 3й в дивизионе       | 8        | 10       | .444     | Поражение в финале                      |
| СЛБ          | 68-69        | 76                   | 37                   | 25                   | 14                   | -                    | 88                   | 1й в дивизионе       | 8        | 4        | .667     | Поражение в финале                      |
| СЛБ          | 69-70        | 76                   | 37                   | 27                   | 12                   | -                    | 86                   | 1й в дивизионе       | 8        | 8        | .500     | Поражение в финале                      |
| СЛБ          | 70-71        | 28                   | 13                   | 10                   | 5                    | -                    | 31                   | 2й в дивизионе       | 2        | 4        | .333     | Поражение в первом раунде               |
| Всего за СЛБ | Всего за СЛБ | 238                  | 110 41.5 %           | 83 34.9 %            | 45 18.9 %            | -                    | 265                  |                      | 26       | 26       | .500     | 4 попадания в плей-офф                  |
| MРЛ          | 71-72        | 78                   | 46                   | 16                   | 16                   | -                    | 108                  | 3й в дивизионе       | 2        | 4        | .333     | Поражение в первом раунде               |
| MРЛ          | 72-73        | 78                   | 52                   | 10                   | 16                   | -                    | 120                  | 1й в дивизионе       | 12       | 5        | .706     | Победа в Кубке Стэнли                   |
| MРЛ          | 73-74        | 78                   | 45                   | 24                   | 9                    | -                    | 99                   | 2й в дивизионе       | 2        | 4        | .333     | Поражение в первом раунде               |
| MРЛ          | 74-75        | 80                   | 47                   | 14                   | 19                   | -                    | 113                  | 1й в дивизионе       | 6        | 5        | .545     | Поражение в полуфинале                  |
| MРЛ          | 75-76        | 80                   | 58                   | 11                   | 11                   | -                    | 127                  | 1й в дивизионе       | 12       | 1        | .923     | Победа в Кубке Стэнли                   |
| MРЛ          | 76-77        | 80                   | 60                   | 8                    | 12                   | -                    | 132                  | 1й в дивизионе       | 12       | 2        | .857     | Победа в Кубке Стэнли                   |
| MРЛ          | 77-78        | 80                   | 59                   | 10                   | 11                   | -                    | 129                  | 1й в дивизионе       | 12       | 3        | .800     | Победа в Кубке Стэнли                   |
| MРЛ          | 78-79        | 80                   | 52                   | 17                   | 11                   | -                    | 115                  | 1й в дивизионе       | 12       | 4        | .750     | Победа в Кубке Стэнли                   |
| Всего за MРЛ | Всего за MРЛ | 634                  | 419 66.1 %           | 110 17.4 %           | 105 16.6 %           | -                    | 943                  |                      | 70       | 28       | .714     | 5 Кубков Стэнли                         |
| БАФ          | 79-80        | 80                   | 47                   | 17                   | 16                   | -                    | 110                  | 1й в дивизионе       | 9        | 5        | .643     | Поражение в полуфинале                  |
| БАФ          | 81-82        | 35                   | 18                   | 10                   | 7                    | -                    | 43                   | 3й в дивизионе       | 1        | 3        | .250     | Поражение в полуфинале дивизиона        |
| БАФ          | 82-83        | 80                   | 38                   | 29                   | 13                   | -                    | 89                   | 3й в дивизионе       | 6        | 4        | .600     | Поражение в финале дивизиона            |
| БАФ          | 83-84        | 80                   | 48                   | 25                   | 7                    | -                    | 103                  | 2й в дивизионе       | 0        | 3        | .000     | Поражение в полуфинале дивизиона        |
| БАФ          | 84-85        | 80                   | 38                   | 28                   | 14                   | -                    | 90                   | 3й в дивизионе       | 2        | 3        | .400     | Поражение в полуфинале дивизиона        |
| БАФ          | 85-86        | 37                   | 18                   | 18                   | 1                    | -                    | 37                   | 5й в дивизионе       | -        | -        | -        |                                         |
| БАФ          | 86-87        | 12                   | 3                    | 7                    | 2                    | -                    | 8                    | -                    | -        | -        | -        |                                         |
| Всего за БАФ | Всего за БАФ | 404                  | 210 52.0 %           | 134 33.2 %           | 60 14.9 %            | -                    | 480                  | -                    | 18       | 18       | .500     | 5 попаданий в плей-офф                  |
| ПИТ          | 91-92        | 80                   | 39                   | 32                   | 9                    | -                    | 87                   | 3й в дивизионе       | 16       | 5        | .762     | Победа в Кубке Стэнли                   |
| ПИТ          | 92-93        | 84                   | 56                   | 21                   | 7                    | -                    | 119                  | 1й в дивизионе       | 7        | 5        | .583     | Поражение в финале дивизиона            |
| Всего за ПИТ | Всего за ПИТ | 164                  | 95 57.9 %            | 53 32.3 %            | 16 9.8 %             | -                    | 206                  |                      | 23       | 10       | .697     | 1 Кубок Стэнли                          |
| ДЕТ          | 93-94        | 84                   | 46                   | 30                   | 8                    | -                    | 100                  | 1й в дивизионе       | 3        | 4        | .429     | Поражение в четвертьфинале конференции  |
| ДЕТ          | 94-95        | 48                   | 33                   | 11                   | 4                    | -                    | 70                   | 1й в дивизионе       | 12       | 6        | .667     | Поражение в финале Кубка Стэнли         |
| ДЕТ          | 95-96        | 82                   | 62                   | 13                   | 7                    | -                    | 131                  | 1й в дивизионе       | 10       | 9        | .526     | Поражение в финале конференции          |
| ДЕТ          | 96-97        | 82                   | 38                   | 26                   | 18                   | -                    | 94                   | 2й в дивизионе       | 16       | 4        | .800     | Победа в Кубке Стэнли                   |
| ДЕТ          | 97-98        | 82                   | 44                   | 23                   | 15                   | -                    | 103                  | 2й в дивизионе       | 16       | 6        | .727     | Победа в Кубке Стэнли                   |
| ДЕТ          | 98-99        | 82                   | 43                   | 32                   | 7                    | -                    | 93                   | 1й в дивизионе       | 6        | 4        | .600     | Поражение в полуфинале конференции      |
| ДЕТ          | 99-00        | 82                   | 48                   | 22                   | 10                   | 2                    | 102                  | 2й в дивизионе       | 5        | 4        | .556     | Поражение в полуфинале конференции      |
| ДЕТ          | 00-01        | 82                   | 49                   | 20                   | 9                    | 4                    | 111                  | 1й в дивизионе       | 2        | 4        | .333     | Поражение в четвертьфинале конференции  |
| ДЕТ          | 01-02        | 82                   | 51                   | 17                   | 10                   | 4                    | 116                  | 1й в дивизионе       | 16       | 7        | .696     | Победа в Кубке Стэнли                   |
| Всего за ДЕТ | Всего за ДЕТ | 706                  | 414 58.6 %           | 194 27.5 %           | 88 12.5 %            | 10 1.4 %             | 920                  |                      | 86       | 48       | .642     | 3 Кубка Стэнли                          |
| Всего        | Всего        | 2,146                | 1,248 58.2 %         | 574 26.7 %           | 314 14.6 %           | 10 0.5 %             | 2,814                |                      | 223      | 130      | .632     | 28 попаданий в плей-офф 9 Кубков Стэнли |

## В кинематографе
| Название | Страна | Год  | Режиссёр     | В роли Боумена   | Примечания |
| -------- | ------ | ---- | ------------ | ---------------- | ---------- |
| Слава    | Россия | 2014 | Антон Азаров | Николай Пивненко | телесериал |